# Grenora
Grenora è un centro abitato (city) degli Stati Uniti d'America, situato nella Contea di Williams, nello Stato del Dakota del Nord. Nel censimento del 2000 la popolazione era di 202 abitanti. La città è stata fondata nel 1905.

## Geografia fisica
Secondo i rilevamenti dell'United States Census Bureau, la località di Grenora si estende su una superficie di 1,50 km², tutti occupati da terre.

## Popolazione
Secondo il censimento del 2000, a Grenora vivevano 202 persone, ed erano presenti 58 gruppi familiari. La densità di popolazione era di 132 ab./km². Nel territorio comunale si trovavano 139 unità edificate. Per quanto riguarda la composizione etnica degli abitanti, il 98,02% era bianco, lo 0,99% era nativo e lo 0,99% apparteneva a due o più razze.
Per quanto riguarda la suddivisione della popolazione in fasce d'età, il 18,3% era al di sotto dei 18, il 5,0% fra i 18 e i 24, il 23,3% fra i 25 e i 44, il 24,3% fra i 45 e i 64, mentre infine il 29,2% era al di sopra dei 65 anni di età. L'età media della popolazione era di 48 anni. Per ogni 100 donne residenti vivevano 124,4 maschi.